# 300150 Lantan
300150 Lantan è un asteroide della fascia principale. Scoperto nel 2006, presenta un'orbita caratterizzata da un semiasse maggiore pari a 3,1960766 au e da un'eccentricità di 0,1840575, inclinata di 4,59745° rispetto all'eclittica.